# Kržanja
Kržanja (cyr. Кржања) – wieś w Czarnogórze, w gminie Podgorica. W 2011 roku liczyła 45 mieszkańców.